# Vrede van Zsitvatorok

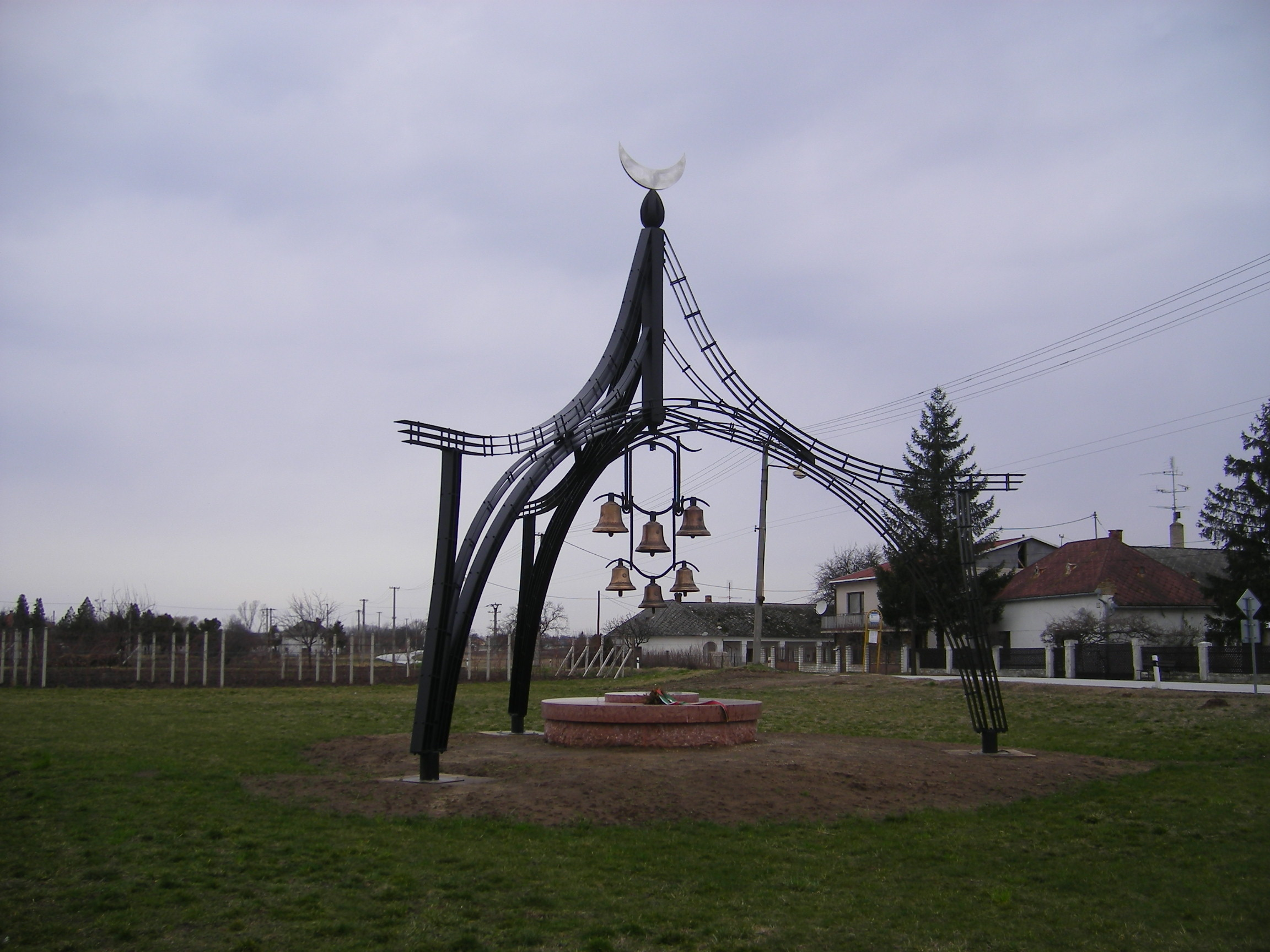
Herdenkingsmonument

De Vrede van Zsitvatorok werd gesloten op 11 november 1606 in Zsitvatorok (waar de rivier Žitava in de Nitra uitmondt, nu Žitavská Tôňa in Slowakije) tussen de Habsburgse monarchie, door aartshertog Matthias, en het Ottomaanse Rijk, door sultan Ahmed I.

## Context en overeenkomst
Na het Verdrag van Adrianopel (1568) heerste er tussen de beide partijen een relatieve rust tot de wāli van de Eyalet Bosnië, Telli Hasan Pasha de strategische stad Bihać veroverde. Dit was het begin van de Vijftienjarige Oorlog. Na een lange oorlog had geen van beide partijen vooruitgang geboekt en besloot men om rond de tafel te gaan zitten.
Buiten enkele minimale grensaanpassingen werd overeengekomen dat er een eenmalige schatting van 200 000 gulden zou worden betaald, in de plaats van een jaarlijkse tribuut. Vanaf nu erkenden de beide heersers elkaar als gelijkwaardig, keizer van West en keizer van Oost. De grote overwinnaar was het vorstendom Transsylvanië, dat zijn autonomie verkreeg.
Het verdrag zou stand houden tot de Oostenrijks-Turkse Oorlog (1663-1664).